# Nordrup
|  | Nordrup er også en bebyggelse i Nordrupvester Sogn, se Nordrup (Slagelse Kommune) |
Nordrup er en by på Midtsjælland med 328 indbyggere  (2024), beliggende 13 km nord for Haslev, 24 km vest for Køge og 9 km sydøst for Ringsted. Byen hører til Ringsted Kommune og ligger i Region Sjælland.
Nordrup hører til Nordrupøster Sogn, og Nordrup Kirke ligger i byen.

## Faciliteter
Nordbakkeskolen har 214 elever, fordelt på 0.-6. klassetrin, og to klasseopdelte SFO'er. Nordrup Skole blev bygget i 1940 og skulle dengang rumme Nordrup skoledistrikt med 120-140 børn. Skolen skiftede navn i 1991, hvor den også skulle rumme Ørslev skoledistrikt og have SFO. Det krævede inddragelse og sammenbygning af tjenesteboliger og opførelse af 4 nye klasseværelser i 1999. Fra 2002 skulle skolen også rumme Sneslev skoledistrikt, hvilket krævede en større renovering og tilbygning i 2006-07.
Ved skolen ligger Nordrup Hallen, der bruges af Nordrup Farendløse Idrætsforening (NFI). Den tilbyder badminton, gymnastik, billard og håndbold. Nær ved skolen ligger også Nordbakkens Børnehus, der er normeret til 12 vuggestuebørn og 28 børnehavebørn.
Nordrup Forsamlingshus har plads og service til 148 personer.

## Historie
I 1898 beskrives Nordrup således: "Nordrup med Kirke, Præstegd. og Skole;" Det høje målebordsblad viser desuden et mejeri. Det lave målebordsblad viser desuden et savværk og et kommunehus (fattighus).
Nabolandsbyen Farendløse 2 km mod syd havde jernbanestation på Køge-Ringsted Banen (1917-63).